# Mysmenella
Mysmenella là một chi nhện trong họ Mysmenidae.